# Loiter Squad
A Loiter Squad egy 2012-ben bemutatott amerikai televíziós sorozat. A műsor alkotói az Odd Future nevű hip-hop együttes, az epizódok pedig az általuk készített szkeccsekből állnak össze. A főszereplők az együttes tagjai, azaz Tyler, the Creator, Jasper Dolphin, Taco Bennett, L-Boy és Earl Sweatshirt. 
A sorozatot az Amerikai Egyesült Államokban az Adult Swim adta 2012. március 25. és 2014. július 17. között, Magyarországon egyelőre nem került bemutatásra.

## Cselekmény
A sorozatot a los angelesi, egyre inkább népreszű Odd Future együttes hozta létre, az elképzelésük pedig az volt, hogy a Jackass és a Chappelle's Show című műsorokat keresztezik. A 10 perces részekben a csapat tagjai hajmeresztő mutatványokat hajtanak végre, megfűszerezve azt humorral és olyakor vendégszereplőkkel.

## Szereplők

### Főszereplők
- Tyler, the Creator
- Jasper Dolphin
- Taco Bennett
- Lionel Boyce
- Earl Sweatshirt

### Vendégszereplők
- Johnny Knoxville
- Blake Anderson
- Tony Hawk
- Seth Rogen
- Mac Miller
- Taylor Roberts
- George Clinton
- Xzibit
- Mac Demarco
- Bam Margera
- Chris Pontius
- Dave England
- Lil Wayne
- Akihiro Kitamura
- Juicy J
- Freddie Gibbs
- The Alchemist
- IceJJFish
- Kel Mitchell

## Epizódok
| Évad | Évad | Epizódok | Eredeti vetítés   | Eredeti vetítés  |
| Évad | Évad | Epizódok | Évadpremier       | Évadfinálé       |
| ---- | ---- | -------- | ----------------- | ---------------- |
|      | 1    | 11       | 2012. március 25. | 2012. június 3.  |
|      | 2    | 10       | 2013. március 10. | 2013. május 12.  |
|      | 3    | 10       | 2014. május 15.   | 2014. július 17. |